# غابريل ألديقاني
غابريل ألديقاني (بالإيطالية: Gabriele Aldegani)‏ (10 مايو 1976 بالبندقية في إيطاليا - ) هو لاعب كرة قدم إيطالي في مركز حراسة المرمى. لعب مع إيه سي ميلان وديبورتيفو ألافيس وكييفو فيرونا ونادي أفيلينو ونادي باري ونادي بياتشينزا ونادي بيسكارا ونادي بينيفينتو ونادي تريفيزو ونادي ريميني ونادي كريمونيسي ونادي ليفورنو ونادي مونزا وكوسينزا كالشيو ونادي براتو وإيه جي نوسرينا 1910 ‏ و وCosenza Calcio 1914 ‏ ونادي غروسيتو.

## وصلات خارجية
- غابريل ألديقاني على موقع قاعدة بيانات كرة القدم.إي يو (الإنجليزية)
- غابريل ألديقاني على موقع Soccerway.com (الإنجليزية)
- غابريل ألديقاني على موقع عالم كرة القدم.نت (الإنجليزية)
- غابريل ألديقاني على موقع AS.com (الإسبانية)